# Regions de Txèquia
Des de l'1 de gener de 2000 (d'acord amb la llei txeca núm. 129/2000 Llei de Regions, que va substituir el paràgraf 1/1993 de la Constitució txeca sobre Vyšší územně správních celcích (Administracions territorials d'alt nivell) la República Txeca està formada per 13 regions anomenades (kraje) i una ciutat capital (hlavní město) amb estatus de regió. Els antics Districtes de la República Txeca (els 73 okresy, singular okres) es van reorganitzar i van esdevenir seus de diferents branques de l'administració.

Regions de la República Txeca. La lletra és la que es fa servir en les matrícules dels vehicles

|    | Regió                       | Capital          | Població   | Superfície (km²) | Densitat (/km²) | PIB (en milions de CZK) | PIB per capita |
| -- | --------------------------- | ---------------- | ---------- | ---------------- | --------------- | ----------------------- | -------------- |
| A  | Praga                       |                  | 1,170,571  | 496              | 2,360           | 637,704                 | 547,096        |
| S  | Regió de Bohèmia Central    | Praga            | 1,144,071  | 11,015           | 104             | 288,888                 | 253,912        |
| C  | Regió de Bohèmia Meridional | České Budějovice | 625,712    | 10,057           | 62              | 150,970                 | 251,106        |
| P  | Regió de Plzeň              | Plzeň            | 549,618    | 7,561            | 73              | 137,911                 | 216,639        |
| K  | Regió de Karlovy Vary       | Karlovy Vary     | 304,588    | 3,315            | 92              | 65,789                  | 216,639        |
| U  | Regió d'Ústí nad Labem      | Ústí nad Labem   | 822,133    | 5,335            | 154             | 188,041                 | 229,146        |
| L  | Regió de Liberec            | Liberec          | 427,563    | 3,163            | 135             | 94,451                  | 229,146        |
| H  | Regió de Hradec Králové     | Hradec Králové   | 547,296    | 4,758            | 115             | 133,767                 | 244,549        |
| E  | Regió de Pardubice          | Pardubice        | 505,285    | 4,519            | 112             | 116,639                 | 230,880        |
| M  | Regió d'Olomouc             | Olomouc          | 635,126    | 5,159            | 123             | 134,376                 | 211,467        |
| T  | Regió de Moràvia i Silèsia  | Ostrava          | 1,257,554  | 5,535            | 227             | 280,210                 | 222,638        |
| B  | Regió de Moràvia Meridional | Brno             | 1,123,201  | 7,067            | 159             | 285,855                 | 254,684        |
| Z  | Regió de Zlín               | Zlín             | 590,706    | 3,964            | 149             | 131,789                 | 222,885        |
| J  | Regió de Vysočina           | Jihlava          | 517,153    | 6,926            | 75              | 121,318                 | 234,530        |
| CZ | República Txeca             | Praga            | 10,220,577 | 78,868           | 130             | 2,767,717               | 271,161        |

## Escuts de les regions txeques

Hlavní město Praha
Středočeský kraj
Jihočeský kraj
Plzeňský kraj
Karlovarský kraj
Ústecký kraj
Liberecký kraj
Královéhradecký kraj
Pardubický kraj
kraj Vysočina
Jihomoravský kraj
Olomoucký kraj
Zlínský kraj
Moravskoslezský kraj